# Hedychium qingchengense
Hedychium qingchengense är en enhjärtbladig växtart som beskrevs av Zheng Yin Zhu. Hedychium qingchengense ingår i släktet Hedychium och familjen Zingiberaceae. Inga underarter finns listade i Catalogue of Life.